# Franz Sanchez
Franz Sanchez es el antagonista principal de 007: Licencia para matar; la decimosexta película sobre James Bond. Es interpretado por el actor Robert Davi. Es un despiadado narcotraficante internacional, que figura entre lo más buscados por la DEA. 
El personaje está altamente influenciado por el contexto del narcotráfico de los 80, como la figura de Pablo Escobar. Pero más aún, está diseñado por los parámetros impuestos por la serie Miami Vice, el que se puede apreciar en su vestuario, y en sus características.

## Perfil
Su lugar de origen exacto es desconocido. Probablemente sea latinoamericano, proveniente de Colombia o de la República de Ithsmus, donde reside. Sanchez posee todo un imperio alrededor del narcotráfico, poseyendo lujosas propiedades; las que van desde un casino hasta un complejo religioso (el que funciona como tapadera). Su poderío es inmenso, a tal nivel, que es él quien gobierna en realidad Ithsmus, siendo la figura del presidente meramente decorativa. Franz Sanchez opera a nivel mundial, con diversas influencias, teniendo entre sus contactos a agentes norteamericanos, y un equipo de seguridad compuesto por exguerrilleros. Lamentablemente, es célebre entre las autoridades su famoso soborno de un millón de dólares. O también su frase "plomo o plata" (aceptas el dinero, o te matan).
Él es un hombre vil y despiadado, sin embargo, que denota elegancia y educación. Es un hombre de palabra, con honor y altamente confiable si se está a su lado. Sanchez premia generosamente la lealtad, por lo que se jacta de la confianza en sus empleados. Entre sus hombres de confianza, está Dario, un jovencillo ex-Contra, que sirve eficientemente a su jefe. Una de las características de Sanchez, y que poseen sus hombres, son la alta frialdad y violencia en sus asesinatos y torturas.

## Desenlace
Luego de que Dario -mano derecha de Sanchez-, advirtiera la presencia Bond, este provocaría un incendio para poder escapar; sin embargo, fracasa en la huida. Al percatarse, Sanchez ordena aprender a Bond en una cinta transportadora, que finalizaba en una trituradora. Confiado de su ejecución, se da a la fuga del laboratorio en llamas. Conducido por la carretera, se da cuenta de que Bond escapó, y está conduciendo uno de sus camiones. Con numerosos intentos de deshacerse de él, Bond llega hasta el camión de Sanchez, y el ajetreo termina con un gran accidente, donde Bond queda momentáneamente inconsciente. Al recuperarse, Sanchez le tiene arrinconado y amenazado con un cuchillo, sin embargo, Bond le distrae y le prende fuego con su encendedor, consumiendo le rápidamente debido a que Sanchez estaba empapado en gasolina proveniente del camión.